# Devotion (álbum)
Devotion es el segundo álbum de estudio del dúo estadounidense de dream pop Beach House. Fue lanzado el 26 de febrero de 2008 por Carpark Records y en Europa por Bella Union. Escrito en los primeros meses de 2007, se grabó en Lord Baltimore Recording Studio en dos meses. El álbum fue lanzado con críticas en su mayoría positivas de los críticos musicales y es su primer álbum en ingresar a la lista Billboard 200, debutando en el puesto 195, vendiendo aproximadamente 3000 copias en su lanzamiento. Hasta abril de 2012, Devotion vendió 49.000 copias en Estados Unidos según Nielsen Soundscan.
Con respecto al título del álbum, la vocalista principal y teclista Victoria Legrand reflexionó diez años después del lanzamiento del álbum: "Lo llamamos Devoción por una razón. Eso fue parte de la historia y es parte de nuestra unión. Se sentía como si estuviéramos persiguiendo algo juntos. . Dos soñadores, juntos en un mundo de ensueño".

## Composición
Drowned in Sound dijo que el álbum tiene "el sonido del romance atrofiado, arrepentimientos oscuros y confeti parpadeante con un canto de sirena que recuerda a artistas como Mazzy Star y Slowdive mientras afirma suavemente una autoridad silenciosa propia", afirmando además que "el órgano fúnebre y los ritmos escasos y vulgares permanecen, pero el sonido es más desarrollado y vívido con el clavicémbalo y las teclas de textura exuberante,la guitarra slide de Alex Scally en particular, más lánguidamente expresiva que nunca". Slant Magazine declaró que el dúo es " Gillian Welch y David Rawlings de folktronica, dream pop o lo que sea", y agregó que el álbum es "en su mayoría rasgueos silenciosos, percusión tintineante y teclados ocupados y elegíacos". 
Según AllMusic, "You Came to Me" es un "ambiente pop de cámara oscura que se funde con una letra que se siente como si viniera de un éxito de radio AM surrealista de los 70". "Heart of Chambers" es "francamente conmovedora, con la voz aguda de Legrand y los órganos hinchados que le dan un tono verdaderamente devocional". "Algunas cosas duran mucho tiempo" es una "balada acertadamente teñida de country sobre llevar una antorcha por alguien". Es una versión de la canción de Daniel Johnston de su undécimo álbum de estudio, 1990. "Astronaut" "suspira por un enamoramiento que sea correspondido, filtrando la inocencia y el drama del pop de grupos femeninos a través del enfoque diáfano de la banda".

## Recepción crítica
Devotion recibió críticas en su mayoría positivas de los críticos musicales. En Metacritic, que asigna una calificación normalizada de 100 a las reseñas de los principales críticos, el álbum recibió una puntuación promedio de 73, según 29 reseñas, lo que indica "críticas generalmente favorables". Brian Howe de Pitchfork Media dijo que "la composición del dúo no ha cambiado fundamentalmente en Devotion; simplemente han limpiado su acto. Estas son canciones más nítidas, brillantes y audaces, que conservan el sentido de decadencia elegante de Beach House mientras barren los escombros". Drowned in Sound elogió el álbum y dijo que "es posible creer que si esta banda alguna vez se cansa de matar con tranquilidad y belleza poderosa, tienen la capacidad de incursionar más en el ruido y el rock espacial. Por ahora, sin embargo, contenerse está funcionando bastante bien". bien", además de elogiar la interpretación vocal de Legrand: "Donde anteriormente la voz de Legrand ocasionalmente vacilaba o se perdía en la mezcla de shoegaze acelerado, aquí ella, de las muchas comparaciones con Nico, está cómodamente al frente. De hecho, la interpretación vocal de Legrand en Devotion es tan magistral como es probable que escuches en 2008". AllMusic declaró que el dúo "aporta más enfoque, profundidad y calidez a su inconfundible sonido" en comparación con su debut, además de decir que los "estados de ánimo oscuros de la banda tienen más matices, e incluso un poco de luz, haciéndolos aún más convincentes.'' Con una crítica positiva, Rolling Stone declaró: "Por muy cómodo que sea el sonido de Beach House, son los momentos incómodos los más seductores".

### Elogios
Tiny Mix Tapes incluyó el álbum en el puesto número 6 de sus mejores álbumes de 2008. No Ripcord lo clasificó en el puesto 27, The A.V. Club en el #30 y Pitchfork Media en el #46 Rolling Stone incluyeron el álbum en el puesto 36 en su lista de "Los 40 mejores álbumes de fumetas", y dijeron que el álbum "era la banda sonora perfecta para fumar profundamente para los niños independientes de finales de los 2000: un conjunto de terciopelo a la deriva lleno de encanto casero, teclados diáfanos e hipnótico melodías".

## Listado de pistas
Todas las letras están escritas por Victoria Legrand; toda la música está compuesta por Beach House, excepto donde se indique.

| N.º | Título                                                                                            | Duración |  |
| 1.  | «Wedding Bell»                                                                                    | 3:55     |  |
| 2.  | «You Came to Me»                                                                                  | 4:05     |  |
| 3.  | «Gila»                                                                                            | 4:46     |  |
| 4.  | «Turtle Island»                                                                                   | 4:00     |  |
| 5.  | «Holy Dances»                                                                                     | 4:19     |  |
| 6.  | «All the Years»                                                                                   | 3:36     |  |
| 7.  | «Heart of Chambers»                                                                               | 4:25     |  |
| 8.  | «Some Things Last a Long Time (Letra escrita por Jad Fair; música compuesta por Daniel Johnston)» | 2:32     |  |
| 9.  | «Astronaut»                                                                                       | 5:05     |  |
| 10. | «D.A.R.L.I.N.G.»                                                                                  | 3:18     |  |
| 11. | «Home Again»                                                                                      | 4:09     |  |